# Joachim Johansson
Joachim Johansson es un exjugador profesional de tenis nacido el 1 de julio de 1982 en Lund, Suecia. 
Su padre Leif (también exjugador profesional) fue el responsable de enseñar a su hijo a jugar al tenis a los 5 años de edad. Leif (Padre) fue el responsable [cita requerida] del potente servicio que tiene su hijo capaz de haber alcanzado los 243 km/h. Joachim considera el servicio como su mejor golpe, aunque los expertos [¿quién?] dicen que su derecha es tan potente como su saque.
Alcanzó las semifinales del US Open en 2004, elminiando a Andy Roddick (defensor del título) y cayendo ante Lleyton Hewitt en semifinales.
En la temporada 2005 en el Australian Open perdió con Andre Agassi en octavos de final. Ese mismo año ganó 3 títulos ATP pero en la mitad del año tuvo una lesión en el hombro que ya venía complicándolo hace tiempo, por lo cual tuvo que parar por 8 meses y hasta un año después solo jugó un partido en Memphis donde perdió en primera ronda. 
Su apodo es Pim-Pim porque su hermano no podía decir Joachim y decía Joa-Pim. 
Tuvo un romance con Jaslyn Hewitt, hermana de Lleyton. Su residencia era en Adelaida (ciudad natal de Jaslyn) hasta fines de 2004, cuando se trasladó a Mónaco.
En enero de 2008 anunció su retiro de las canchas por una lesión en el hombro que le impedía volver a tener un nivel de juego tan alto como las temporadas anteriores.
En el torneo de Estocolmo recibió una Wild Card para participar en la fase de clasificación del cuadro individual, superó la fase de clasificación y ganó un partido ATP contra Alejandro Falla, luego fue derrotado por Milos Raonic

## Títulos (4;3+1)

### Individuales (3)
| Leyenda                |
| Grand Slam (0)         |
| Tennis Masters Cup (0) |
| ATP Masters Series (0) |
| ATP Tour (3)           |

| N.º | Fecha                 | Torneo   | Superficie | Oponente en la final | Resultado  |
| --- | --------------------- | -------- | ---------- | -------------------- | ---------- |
| 1.  | 16 de febrero de 2004 | Memphis  | Dura       | Nicolas Kiefer       | 7-6(5) 6-3 |
| 2.  | 3 de enero de 2005    | Adelaida | Dura       | Taylor Dent          | 7-5 6-3    |
| 3.  | 7 de febrero de 2005  | Marsella | Dura       | Ivan Ljubičić        | 7-5 6-4    |

### Clasificación en torneos del Grand Slam
| Torneo               | 2007 | 2006 | 2005 | 2004 | 2003 | Títulos |
| -------------------- | ---- | ---- | ---- | ---- | ---- | ------- |
| Abierto de Australia | 1r   |      | 4r   | 3r   | 1r   | 0       |
| Roland Garros        | -    | -    | -    | 1r   | -    | 0       |
| Wimbledon            | -    | -    | 3r   | 4r   | -    | 0       |
| US Open              |      |      | -    | SF   | 1r   | 0       |
| Tennis Masters Cup   |      |      |      | -    | -    | 0       |

### Dobles (1)
| Leyenda                |
| Grand Slam (0)         |
| Tennis Masters Cup (0) |
| ATP Masters Series (0) |
| ATP Tour (1)           |

| N.º | Fecha              | Torneo | Superficie    | Pareja         | Oponentes en la final         | Resultado |
| --- | ------------------ | ------ | ------------- | -------------- | ----------------------------- | --------- |
| 1.  | 4 de julio de 2005 | Bastad | Tierra batida | Jonas Björkman | José Acasuso Sebastián Prieto | 6-2 6-3   |